# Strada nazionale 1 (Senegal)
La strada nazionale 1, (in francese: Route nationale 1) è la principale strada statale del Senegal. Ha una lunghezza di 692 km ed è parte della strada trans-africana 5.
Ha origine nel centro città della capitale Dakar e si sviluppa verso est raggiungendo il confine con il Mali passando da M'bour, Fatick, Kaolack, Kaffrine, Koungheul, Tambacounda e Kidira.
Lungo il suo tragitto dalla RN1 si diramano, a Diamniadio la RN2, a Kaolack la RN4 e da Tambacounda la RN7.

## Galleria d'immagini

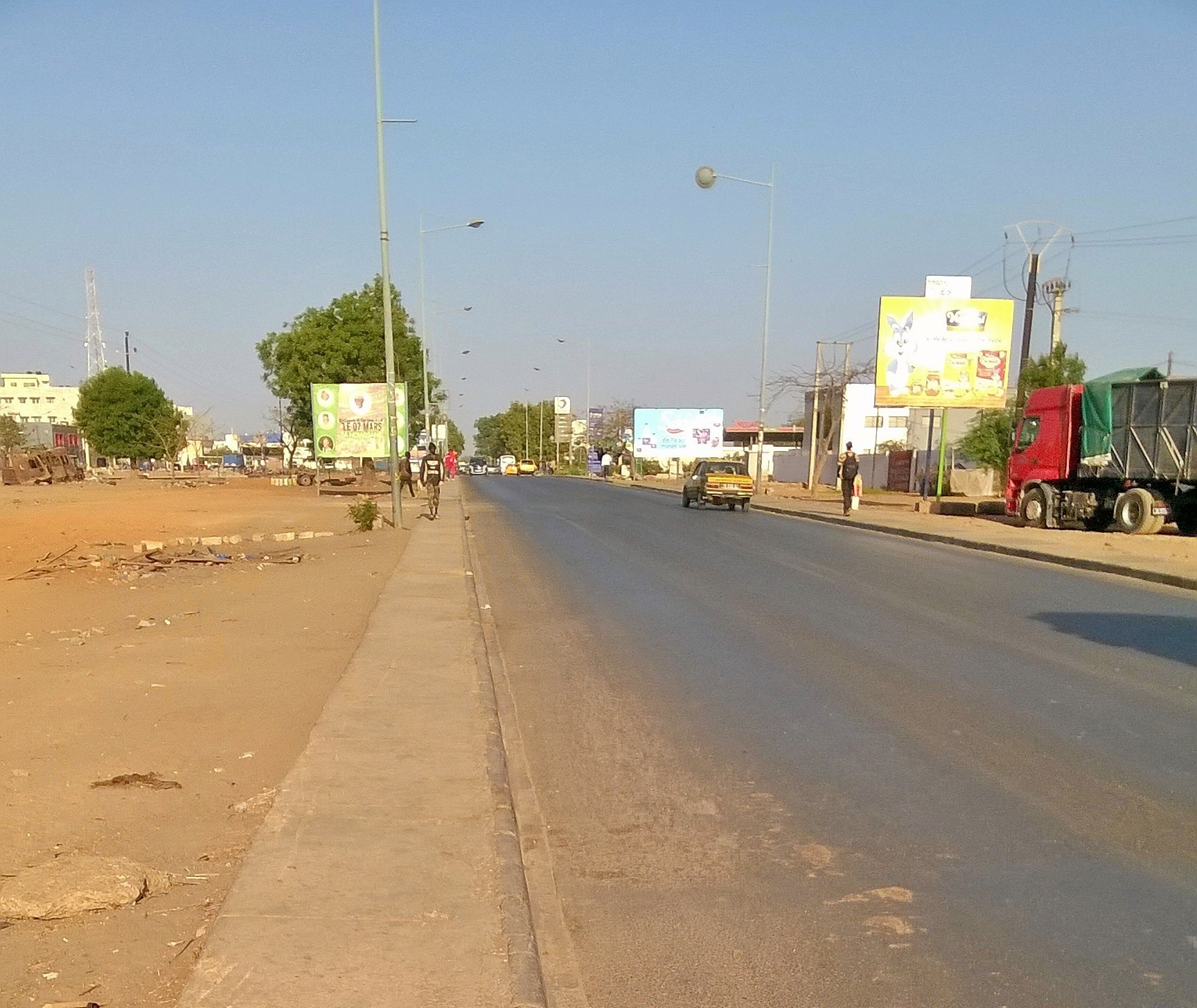
La RN1 fuori Dakar.